# C'est bien fait
Albums de Eddy Mitchell
Après minuit
(1978) Happy Birthday
(1980)
Singles
1. Trop c'est trop (Don't Let Go)
Sortie : 6 novembre 1979
2. Tu peux préparer le café noir
Sortie : 28 février 1980

C'est bien fait est le vingtième album studio d'Eddy Mitchell sorti le 16 novembre 1979 sur le label Polydor.

## Histoire
L'album est enregistré aux États-Unis. Sept titres originaux, signés Claude Moine et Pierre Papadiamandis, le sont au studios Fame de Muscle Shoals en Alabama. Trois autres, adaptés en français de succès américains, Trop c'est trop (Don't Let Go), Comment ça fait ? (Not Fade Away) et Tu peux préparer le café noir (Everyday I Have to Cry), sont enregistrées dans les studios de Jack Clement à Nashville Tennessee.
Deux 45 tours en sont extraits : 
- Trop c'est trop (Don't Let Go) / L'important c'est d'aimer bien sa maman, le 6 novembre 1979
- Tu peux préparer le café noir / C'est bien fait !, le 28 février 1980

## Liste des titres
Tous les titres sont signés Claude Moine et Pierre Papadiamandis, sauf mention contraire.
| No  | Titre                                                  | Auteur                                                     | Durée |
| --- | ------------------------------------------------------ | ---------------------------------------------------------- | ----- |
| 1.  | L'important c'est d'aimer bien sa maman                |                                                            | 3:48  |
| 2.  | Trop c'est trop (Don't Let Go)                         | Jesse Stone - Claude Moine                                 | 3:18  |
| 3.  | Comment ça fait ? (Not Fade Away)                      | Charles Hardin, Norman Petty - Boris Bergman, Claude Moine | 3:11  |
| 4.  | Chaque fois                                            |                                                            | 3:07  |
| 5.  | Tu peux préparer le café noir (Everyday I Have to Cry) | Arthur Alexander - Boris Bergman, Claude Moine             | 3:20  |
| 6.  | Good Bye Gene Vincent                                  |                                                            | 4:01  |
| 7.  | C'est bien fait                                        |                                                            | 3:32  |
| 8.  | Petite annonce                                         |                                                            | 3:52  |
| 9.  | L'Homme-objet                                          |                                                            | 3:08  |
| 10. | D.I.V.O.R.C.E                                          |                                                            | 3:14  |

### Titre bonus (réédition CD)
Ce titre, sorti le 23 juin 2023, était uniquement disponible en 45 tours à l'époque.
| No  | Titre             | Paroles      | Musique              | Durée |
| --- | ----------------- | ------------ | -------------------- | ----- |
| 11. | Ne changeons rien | Claude Moine | Pierre Papadiamandis | 4:04  |

## Crédits

### Musiciens
Liste des musiciens jouant sur l'album, :
- Eddy Mitchell : chant

Equipe Muscle Shoals
- Basse : Robert Wray
- Batterie : Roger Clark
- Claviers : Steven Nathan
- Cuivres : Muscle Shoals Rhythm Sections
- Guitares : Ken Bell, Larry Byrom, Pete Carr
- Percussions : Mickey Buckins

Equipe Nashville (pistes 2, 3 et 5)
- Basse : Michael Leech
- Batterie : Kenny Buttrey
- Claviers, harmonica : Charlie McCoy
- Guitares : Dale Sellers, Reggie Young
- Percussions : Richard Morris
- Pedal steel guitar : Russ Hicks
- Piano : David Briggs, Alan Steinberger

### Production
- Direction artistique : Jean Fernandez
- Prise de son : Don Daily, Charlie Talent (2,3,5)
- Conception pochette : Jean-Baptiste Mondino

## Liens Externes
- Ressources relatives à la musique :   - Discogs
  - MusicBrainz (groupes de sorties)